# Hanns-Georg Brose
Hanns-Georg Brose (* 21. Oktober 1945 in Wiesbaden; † 18. August 2018 in Berlin) war ein deutscher Soziologe und Professor der Universität Duisburg-Essen in Duisburg. Seine Fachgebiete waren Allgemeine Soziologie, Arbeitssoziologie und Lebenslauf- und Biographieforschung.

## Schriften
- Die Erfahrung der Arbeit. Westdeutscher Verlag, Opladen 1983, ISBN 978-3-531-11644-0.
- Vom Ende des Individuums zur Individualität ohne Ende. Leske und Budrich, Opladen 1988, ISBN 978-3-8100-0623-3, (Hrsg. mit Bruno Hildenbrand).
- Arbeit auf Zeit. Leske und Budrich, Opladen 1990, ISBN 978-3-8100-0810-7.
- mit Monika Wohlrab-Sahr und Michael Corsten Soziale Zeit und Biographie.	Westdeutscher Verlag, Opladen 1993, ISBN 978-3-531-12458-2.
- Die Reorganisation der Arbeitsgesellschaft. Campus, Frankfurt/Main / New York 2000, ISBN 978-3-593-36524-4.